# Persona 4 Arena
Persona 4 Arena es un videojuego de lucha en perspectiva 2D codesarrollado por Arc System Works y Atlus para las plataformas Arcade, PlayStation 3 y Xbox 360. Basado en la serie de videojuegos Persona, cuenta con personajes de los títulos Persona 3 y Persona 4. Es un spin-off de ambos juegos, ubicándose cronológicamente dos meses después del final de Persona 4.
Fue lanzado en primer lugar para máquinas arcade en Japón en marzo de 2012 y posteriormente de manera internacional para las consolas PlayStation 3 y Xbox 360. Una secuela llamada Persona 4 Arena Ultimax fue lanzada en arcades japoneses en noviembre de 2013 y luego en consolas en el año 2014.
El título es un trabajo en conjunto de las desarrolladoras Atlus y Arc System Works, siendo la primera la encargada de la escritura de la historia y la segunda la responsable de las mecánicas de juego. Se convirtió en un éxito en ventas en Japón superando las expectativas de la compañía Atlus. El juego ha recibido críticas generalmente positivas, recibiendo elogios por su sistema de combate, estilo gráfico y banda sonora.

## Sinopsis
Cronológicamente la historia nos sitúa dos meses después de los hechos ocurridos en Persona 4, con Yu aprovechando la Golden Week (una semana festiva en Japón) para pasar las vacaciones en Inaba y volver a ver a sus familiares y amigos. Sin embargo, la noche en la que regresa al pueblo, el Midnight Channel vuelve a funcionar y emite un extraño programa anunciando un gran torneo llamado P-1 Grand Prix en el que se enfrentarán todos los protagonistas. Por lo tanto, tocará volver al mundo que hay al otro lado del televisor para investigar lo que está ocurriendo y descubrir la verdad que se oculta tras esta nueva emisión.

## Jugabilidad
El sistema de combate consiste en cuatro botones de ataque, dos para el luchador y dos para su Persona, ambos con variantes débiles y fuertes. Cada luchador puede realizar combos, esquivas, agarres y bloquear ataques, teniendo cada uno una amplia variedad de movimientos y técnicas. Todos los personajes cuentan con su Persona, un asistente al cual pueden llamar para realizar ataques. Cada Persona es único y dispone de usos y habilidades propios. Si se recibe un golpe cuando se está usando al Persona, o si la criatura lo recibe directamente, se perderá una de las cartas que se encuentran debajo de la barra de vida. Si se pierden todas será necesario esperar su recarga para volver a utilizar al Persona. Hay un movimiento llamado "Burst" que permite interrumpir los combos del rival mediante una explosión, aunque sólo puede usarse cuando el indicador de esta técnica este activo. También hay ataques llamados "All-Out", en donde el luchador y la Persona atacan al rival al mismo tiempo. Además, existen los "estados alterados", que son ciertos ataques con los cuales podremos envenenar al rival, congelarlo o paralizarlo y el "Instant Kill", el movimiento más devastador de todos, un ataque que consume cuatro barras de energía y que solo se puede hacer en la ronda decisiva.

## Modos de juego
El juego posee un extenso modo historia que continúa los hechos sucedidos en el título Persona 4. Está dividido en 12 episodios, siguiendo en cada uno la perspectiva de diferentes personajes. En este modo los combates se intercalan con las secuencias narrativas, en donde vemos avanzar la trama mediante conversaciones y cinemáticas. También posee un modo "Arcade" donde se disputan una serie de combates hasta llegar al último jefe y desbloquear el final de cada personaje. El modo "Score Attack" una modalidad similar al Arcade pero con una dificultad creciente, en el que debemos intentar derrotar a un número de enemigos para intentar conseguir la mayor puntuación posible y el modo "Desafíos" mediante el cual podremos hacer 30 retos por personaje y así aprenderlas mecánicas y combos posibles con cada uno de ellos. Existe también un modo entrenamiento para realizar peleas de práctica.
Hay dos modalidades multijugador, una para partidas en línea y otra para offline. En el multijugador en línea pueden disputarse partidas igualadas contra otros jugadores a nivel mundial, siendo posible aplicar filtros según la región, mientras que en la modalidad offline pueden disputarse partidas contra otro jugador de forma local o partidas contra la inteligencia artificial.

## Personajes
La plantilla de luchadores está compuesta por trece personajes pertenecientes a los títulos Persona 3 y Persona 4:
| - Aigis - Akihiko Sanada - Chie Satonaka - Elizabeth - Kanji Tatsumi - Labrys - Mitsuru Kirijo | - Naoto Shirogane - Shadow Labrys - Teddie - Yosuke Hanamura - Yu Narukami - Yukiko Amagi |

## Secuela
Una secuela titulada Persona 4 Arena Ultimax fue lanzada en Japón para arcades en noviembre de 2013 y en PlayStation 3 y Xbox 360 durante el 2014. Situada una semana después de los eventos de Persona 4 Arena, este juego incluía ocho nuevos personajes, nuevas mecánicas y realizaba balances en los antiguos luchadores. 
Algunos de los protagonistas de este videojuego aparecen como personajes jugables en el juego de lucha BlazBlue: Cross Tag Battle, desarrollado por Arc System Works, que se lanzó en el 2018.

## Recepción

#### Críticas
El juego ha recibido críticas generalmente positivas, siendo principalmente elogiado por su sistema de combate, diseño artístico, banda sonora y un pulido modo en línea.
El periodista Sergio Martín de 3DJuegos, opina que "en cuanto disfrutamos del primer combate, nos damos cuenta de lo bien plasmados que están dichas batallas en Persona 4: Arena". También destaca que el ritmo de las peleas está bien ajustado "no es tan frenético como el observado en otros arcades de lucha, pero tampoco resulta tan denso. El equilibrio es la clave en este caso, y nos parece una decisión muy acertada".
Carlos Leiva del portal Vandal expresa que "Arc System Works vuelve a demostrar su maestría en la lucha 2D con un título sobresaliente que encandilará tanto a los fans de la saga de rol de Atlus como a los amantes del género". Además, lo considera un juego "muy divertido, sobresaliente, completo y totalmente recomendable para cualquiera que tenga interés en disfrutar de un buen juego de lucha".
Por su parte Jaime, San Simón de Eurogamer.es considera que a pesar de que el plantel de luchadores es pequeño "se ha controlado el equilibrio entre los personajes hasta un nivel cercano a la perfección". Destaca que el salto de un juego de rol a uno de lucha "ha resultado ser todo un éxito, adaptando muy bien el carácter de cada personaje a sus movimientos y estilo de pelea". Pero critica la reducida cantidad de escenarios y que en comparación con BlazBlue, los personajes tengan menos movimientos y los combos se encadenan con mayor facilidad.